# Польські фільварки
Польські фільварки — мікрорайон Кам'янця-Подільського. Назва походить від того, що ці землі належали польській громаді міста. У цій частині розвивалося фільваркове господарство. Інші назви в давніх актах — Горні фільварки, Лядські фільварки, Лядські гумниська. 

## Історія
У 1865 році перейменовано на Олександрівську слободу, але нова назва не прижилася. 

## Інфраструктура
На Польських фільварках розташована ЗОШ № 13, у якій діти вивчають польську мову. 
Польські фільварки є гарним оглядовим майданчиком, з якого видно майже все Старе місто та фортецю з північно-західної сторони.